# الأكاديمية الفرنسية
الأكاديمية الفرنسية (بالفرنسية: L'Académie française)‏ هي أكاديمية أُسست سنة 1635 في عهد الملك لويس الثالث عشر من قبل الكاردينال ريشيليو ، وهي من أقدم الهيئات في فرنسا. مهمتها هي تقعيد وتطوير اللغة الفرنسية. أُغلقت في عام 1793 خلال الثورة الفرنسية، ثم أعاد فتحَها نابليون بونابرت في عام 1803، جزءا من معهد فرنسا.

## التاريخ

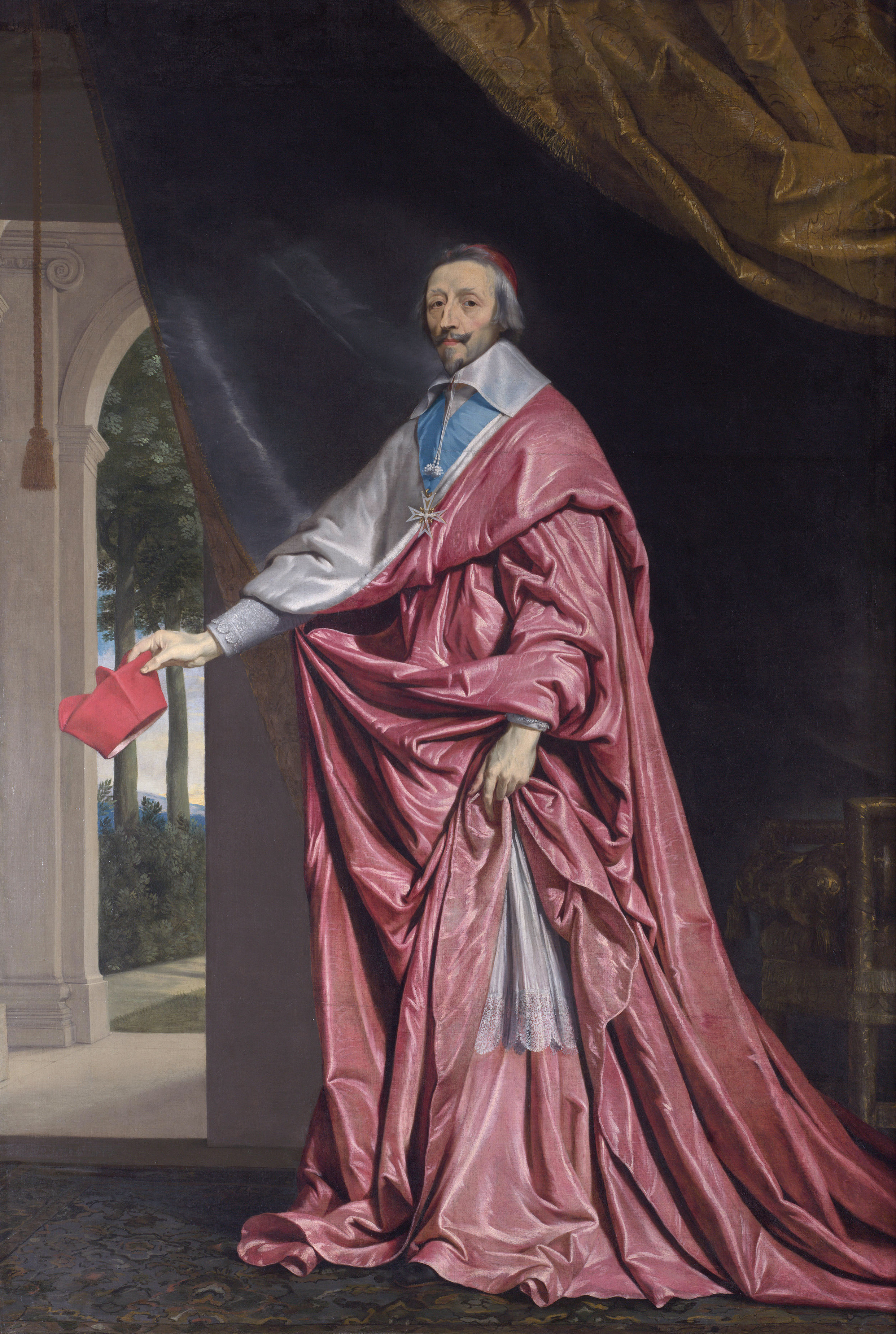
الكاردينال ريشيليو، يعود إليه الفضل في إنشاء الأكاديمية

تعود البدايات الأولى للأكاديمية الفرنسية إلى نهاية عشرينيات القرن السابع عشر وبداية ثلاثينياته، حيث تكونت مجموعة غير رسمية من الأدباء كانو يجتمعون في قصر رومبويي. في 22 فبراير من عام 1635 م، أصدر الملك لويس الثالث عشر، بتحفيز من الكاردينال ريشيليو، أمره بإنشاء الأكاديمية بشكل رسمي.
ليست أكاديمية اللغة الفرنسية النموذجَ الأولَ من نوعه، وإنما النموذجُ الأولُ هو أكاديميا ديلا كروسكا الإيطالية.

## العضوية
تتكون الأكاديمية من 40 عضوًا. منذ تأسيسها فاق عدد الأشخاص الذين دخلوا عضويتها السبعمائة وهم من جميع المهن ، فمنهم الكاتب والشاعر والطبيب والعالم كما يوجد شخصيات عسكرية وفلسفية وغيرهم. حدثت حالات طرد قليلة ، مثل حالة طرد عدد من الأعضاء بعد الحرب العالمية الثانية اتهموا بالعمالة للعدو الألماني. لا يحق لأعضاء الأكاديمية الاستقالة من منصبهم.

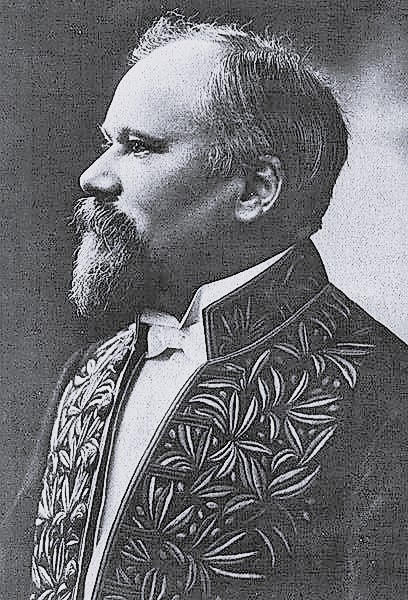
ريمون بوانكاريه واحد من رؤساء فرنسا الخمس الذين صاروا أعضاءً في الأكاديمية. يظهر في الصورة مرتديًا اللباس الأخضر المميز للأكاديمية.

## الوضع والتنظيم
الأكاديمية الفرنسية هي شخص اعتباري ذو وضع خاص ، وهي مسيرة من طرف أعضائها في شكل لجنة. وهي مؤسسة عامة مركزية للدولة الفرنسية.
تنتخب الأكاديمية السكرتير الدائم لها ، الذي يستمر إلى حين وفاته أو استقالته. هذا الدوام يجعل من هذا الشخص الأكثر أهمية في المؤسسة. كما تنتخب أيضا ، كل ثلاثة أشهر ، رئيسا يرأس الجلسات.

## مقالات ذات صلة
- قائمة الأكاديميات اللغوية
- اللغة الفرنسية
- قانون توبون
- فرانكوفونية

## روابط خارجية
- الأكاديمية الفرنسية على موقع الموسوعة البريطانية (الإنجليزية)
- الأكاديمية الفرنسية على موقع ميوزك برينز (الإنجليزية)